# Towards the Light (film 1918)
Towards the Light è un film muto del 1918 scritto, diretto e interpretato da Henry Edwards

## Trama
Un ateo gobbo sposa una ragazza il cui padre si trova in carcere. Il detenuto, però, fugge per poter dimostrare la propria innocenza.

## Produzione
Il film fu prodotto dalla Hepworth.

## Distribuzione
Distribuito dalla Moss, il film uscì nelle sale cinematografiche britanniche nell'ottobre 1918.
Si pensa che sia andato distrutto nel 1924 insieme a gran parte degli altri film della Hepworth. Il produttore, in gravissime difficoltà finanziarie, pensò in questo modo di poter almeno recuperare l'argento dal nitrato delle pellicole.